# Nozomu Kato
Nozomu Kato (født 7. oktober 1969) er en tidligere japansk fodboldspiller og træner.
Han har spillet for flere forskellige klubber i sin karriere, herunder Kashiwa Reysol og Shonan Bellmare.
Han har tidligere trænet Kashiwa Reysol.